# Giovanni Battista Branconio dell'Aquila
Giovanni Battista Branconio dell'Aquila était un gentilhomme italien, protonotaire apostolique et chambellan du Pape Léon X.

## Biographie
Giovanni Battista Branconio dell'Aquila était l'ami de Raphaël, dont il fut l'un des exécuteurs testamentaires.
Raphaël peignit pour lui une Visitation et lui dessina un palais à Rome. Cependant la vie de ce personnage historique reste peu documentée et les informations à son sujet parfois incertaines.
Le tableau de Raphaël intitulé Autoportrait avec un ami ou Double Portrait et qui se trouve au musée du Louvre montre l'artiste, à gauche, s'appuyant sur l'épaule d'un ami. Celui-ci est généralement identifié comme étant Giovanni Battista Branconio dell'Aquila ou bien Polidoro da Caravaggio.

## Le palais Branconio dell'Aquila

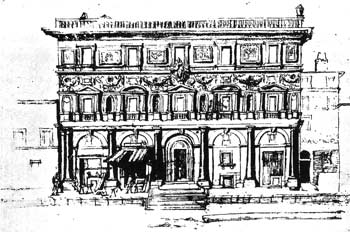
Esquisse du palais Branconio dell'Aquila par Giovanni Battista Naldini (c. 1560).

Vers 1517-1518, à Rome, Raphaël dessina un palais pour Giovanni Battista Branconio dell'Aquila. Cet édifice, caractéristique du maniérisme architectural avec sa façade ornementée, n'existe plus aujourd'hui. Il se situait sur la rive ouest du Tibre, dans le rione du Borgo, entre le Vatican et le château Saint-Ange. Il fut démoli au XVIIe siècle lorsqu'on ouvrit la place Rusticucci.

## La «Visitation Branconio»
Vers 1517, Raphaël peignit une grande toile (200 cm x 145 cm) pour Giovanni Battista Branconio dell'Aquila, à la demande du père de celui-ci, Marino. L'œuvre était destinée à la chapelle des Branconio, sur la gauche du maître-autel de l'église San Silvestro de L'Aquila, à proximité du palais familial. Le thème en était la Visitation de la Vierge Marie à sa cousine Élisabeth. L'épouse de Marino Branconio se prénommait Élisabeth.
Le tableau resta en place jusqu'en 1655, date à laquelle il fut offert au roi Philippe IV d'Espagne et placé au palais de l'Escurial. Dans l'église San Silvestro, on lui substitua une copie.
Depuis 1837, l'œuvre de Raphaël se trouve au musée du Prado. Elle est connue sous le nom de Visitation Branconio.

## L'éléphant Hanno

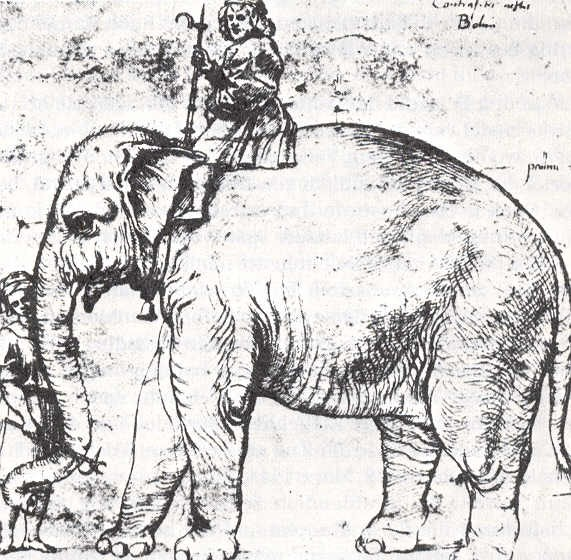
Hanno l'éléphant, copie du dessin de Raphaël probablement exécutée par Giulio Romano.

Giovanni Battista Branconio dell'Aquila était également le gardien de l'éléphant Hanno, amené à Rome en 1514. Hanno, qui était l'animal familier de Léon X, vivait dans un bâtiment à part, situé les jardins du Vatican. Raphaël réalisa un portrait de cet éléphant. Ce dessin est aujourd'hui perdu, mais il en reste une copie généralement attribuée à Giulio Romano.

## Sources de traduction
- (en) Cet article est partiellement ou en totalité issu de l’article de Wikipédia en anglais intitulé « Giovanbattista Branconio dell'Aquila » (voir la liste des auteurs).

- (en) Cet article est partiellement ou en totalité issu de l’article de Wikipédia en anglais intitulé « Palazzo Branconio dell'Aquila » (voir la liste des auteurs).

- (en) Cet article est partiellement ou en totalité issu de l’article de Wikipédia en anglais intitulé « Visitation (Raphael) » (voir la liste des auteurs).